# دماغ أمامي قاعدي
تقع أجسام الدماغ الأمامي القاعدي في الدماغ الأمامي، أمام الجسم المخطط نحو الأسفل قليلاً. تضم هذه الأجسام العقد القاعدية الأمامية (بما فيها النواة المتكئة والشاحبة البطنية) والنويات القاعدية [الإنجليزية] وحزمة بوركا القطرية [الإنجليزية] والمادة غير المسماة [الإنجليزية] والنواة الحاجزية [الإنجليزية]
تكمن أهمية هذه الأجسام في كونها موضعاً هاماً لإنتاج الأسيتيل كولين، الذي ينتشر بعدها على عموم الدماغ. يعتبر الدماغ الأمامي القاعدي منتجا رئيسيا لالعوامل كولينية الفعل في الجهاز العصبي المركزي وتتركز خصوصا في النويات القاعدية [الإنجليزية]. وعُثر كذلك على عصبونات غير كولينية الفعل ترتبط بقشرة الدماغ، وتتعاون مع العصبونات الكولينية على تعديل النشاطات في القشرة.